# Descriptores básicos de audio del MPEG-7
Los descriptores básicos son una parte de los descriptores de audio del MPEG-7, los cuales se consideran de bajo nivel, y que nos ofrecen dos tipos de valores que permiten conocer las características de la señal gracias a su análisis. Uno de los parámetros que obtenemos a través de este tipo de descriptor nos da un valor mínimo y máximo de la amplitud de la señal de audio en el periodo de muestreo, que nos permite la visualización de la onda de sonido (descriptor AudioWaveformType). El otro valor, define la potencia de las muestras de la señal de audio (descriptor AudioPowerType).

## AudioWaveformType (AWF)
Con este descriptor se puede obtener de forma sencilla una descripción compacta de la forma de una señal de audio. Como se ha mencionado antes, se obtiene un valor mínimo y máximo de la amplitud de las muestras de audio dentro de una ventana (conjunto de muestras), estando estas sin solaparse con otras, las cuales se van almacenando. 
La AWF consiste en una serie temporal de este par de valores. La resolución temporal nos la marca el parámetro hopSize, quien nos ofrece una estimación de la envolvente de la señal en el dominio temporal. 
Además, nos permite almacenarlo de una manera sencilla y poco costosa, pudiéndolo mostrar o comparar con otras técnicas. Dicha visualización consiste en dibujar para cada ventana una línea vertical desde el valor mínimo al máximo (El eje temporal estará en función de la información proporcionada por hopSize).

## AudioPowerType (AP)
Describe la potencia de las muestras de la señal de audio. Estos coeficientes son la media de los valores al cuadrado de las muestras que se encuentran en la ventana. 

En definitiva, nos permite medir la evolución de la amplitud de la señal en función del tiempo. Además, este método combinado con otros descriptores básicos espectrales proporciona un espectrograma rápido de la representación de una señal.

## Enlaces de Interés
- Página oficial del grupo MPEG
- Estándar MPEG-7 Archivado el 11 de diciembre de 2007 en Wayback Machine.
- MPEG-7 Multimedia Software Resources by Michael Casey

- Datos: Q5803948